# Liga Leumit 1978-1979
La Liga Leumit 1978-1979 è stata la 38ª edizione della massima serie del campionato israeliano di calcio.
Dopo l'allargamento deciso dall'IFA nella stagione precedente, presero parte al torneo 16 squadre, che si affrontarono in un girone all'italiana con partite di andata e ritorno. Per ogni vittoria si assegnavano due punti e per il pareggio un punto.
Le ultime tre classificate sarebbero state retrocesse in Liga Artzit, dalla quale sarebbero state promosse le prime tre classificate.
Il torneo fu vinto, per la quattordicesima volta, dal Maccabi Tel Aviv.
Capocannonieri del torneo furono Oded Mahnes, del Maccabi Netanya, ed Eli Miali, del Beitar Gerusalemme, con 18 goal.

## Squadre partecipanti
| Club                | Città         |
| ------------------- | ------------- |
| Beitar Gerusalemme  | Gerusalemme   |
| Beitar Tel Aviv     | Tel Aviv      |
| Bnei Yehuda         | Tel Aviv      |
| Hapoel Be'er Sheva  | Be'er Sheva   |
| Hapoel Gerusalemme  | Gerusalemme   |
| Hapoel Hadera       | Hadera        |
| Hapoel Haifa        | Haifa         |
| Hapoel Kfar Saba    | Kfar Saba     |
| H. Rishon LeZion    | Rishon LeZion |
| Hapoel Tel Aviv     | Tel Aviv      |
| Hapoel Yehud        | Yehud         |
| Maccabi Giaffa      | Giaffa        |
| Maccabi Netanya     | Netanya       |
| Maccabi Petah Tiqwa | Petah Tiqwa   |
| Maccabi Tel Aviv    | Tel Aviv      |
| Shimshon Tel Aviv   | Tel Aviv      |

## Classifica finale
|                     | Pos. | Squadra             | Pt | G  | V  | N  | P  | GF | GS | DR  |
| ------------------- | ---- | ------------------- | -- | -- | -- | -- | -- | -- | -- | --- |
| Campione di Israele | 1.   | Maccabi Tel Aviv    | 44 | 30 | 18 | 8  | 4  | 47 | 16 | +31 |
|                     | 2.   | Beitar Gerusalemme  | 40 | 30 | 14 | 12 | 4  | 50 | 23 | +27 |
|                     | 3.   | Maccabi Netanya     | 36 | 30 | 12 | 12 | 6  | 47 | 33 | +14 |
|                     | 4.   | Bnei Yehuda         | 33 | 30 | 8  | 17 | 5  | 28 | 21 | +7  |
|                     | 5.   | Hapoel Haifa        | 31 | 30 | 9  | 13 | 8  | 27 | 24 | +3  |
|                     | 6.   | Hapoel Tel Aviv     | 31 | 30 | 9  | 13 | 8  | 27 | 30 | -3  |
|                     | 7.   | Maccabi Giaffa      | 31 | 30 | 12 | 7  | 11 | 38 | 42 | -4  |
|                     | 8.   | Hapoel Yehud        | 29 | 30 | 8  | 13 | 9  | 25 | 25 | 0   |
|                     | 9.   | Hapoel Be'er Sheva  | 29 | 30 | 9  | 11 | 10 | 31 | 33 | -2  |
|                     | 10.  | Hapoel Kfar Saba    | 29 | 30 | 9  | 11 | 10 | 38 | 41 | -3  |
|                     | 11.  | Beitar Tel Aviv     | 27 | 30 | 8  | 11 | 11 | 30 | 30 | 0   |
|                     | 12.  | Shimshon Tel Aviv   | 27 | 30 | 8  | 11 | 11 | 30 | 35 | -5  |
|                     | 13.  | Maccabi Petah Tiqwa | 27 | 30 | 8  | 11 | 11 | 25 | 46 | -21 |
|                     | 14.  | Hapoel Hadera       | 25 | 30 | 10 | 5  | 15 | 35 | 44 | -9  |
|                     | 15.  | Hapoel Gerusalemme  | 23 | 30 | 5  | 13 | 12 | 18 | 26 | -8  |
|                     | 16.  | H. Rishon LeZion    | 16 | 30 | 4  | 10 | 16 | 19 | 46 | -27 |

## Verdetti
- Maccabi Tel Aviv campione di Israele 1978-1979
- Hapoel Hadera, Hapoel Gerusalemme e Hapoel Rishon LeZion retrocessi in Liga Artzit 1979-1980
- Hapoel Petah Tiqwa, Maccabi Ramat Amidar e Hakoah Ramat Gan promossi in Liga Leumit 1979-1980